# Abbott Elementary
Abbott Elementary je američka humoristična televizijska serija koja se od 7. prosinca 2021. prikazuje na ABC-u. Kreatorica serija je Quinta Brunson koja u seriji također glumi Janine Teagues, mladu i optimističnu učiteljicu u osnovnoj školi Abbott u Philadelphiji.

## Premisa
Serije prati učitelje i osoblje osnovne Abbott koja se nalazi u Philadelphiji. Glavna junakinja serije je Janine Teagues, mlada i optimistična učiteljica koja nastoji pomoći učenicima i unaprijediti školu unatoč njenom lošem stanju. Njeni suradnici su Jacob Hill, učitelj povijesti, učiteljica predškolskih razreda Barbara Howard i učiteljica drugog razreda Melissa Schemmenti. Na početku serije, Ava Coleman postaje nova ravnateljica škole, koja je za taj posao nekvalificirana i obavlja ga nesavjesno i nezainteresirano. Ekipi se također pridružuje novi učitelj Gregory Eddie.

## Glumačka postava
- Quinta Brunson kao Janine Teagues, učiteljica drugog razreda koja nastoji poboljšati živote svojih učenika na način da pokušava izvući najbolje iz loših situacija u kojima se oni nalaze
- Tyler James Williams kao Gregory Eddie, isprva zamjena za nedavno otpuštenu učiteljicu prvog razreda, a kasnije učitelj s punim radnim vremenom. Gregory se ubrzo zaljubljuje u Janine.
- Janelle James kao Ava Coleman, bezobzirna ravnateljica škole koja stalno ismijava Janine i loše obavlja svoj posao; na poziiciju ravnateljice došla je ucjenom

- Lisa Ann Walter kao Melissa Schemmenti, učiteljica drugog razreda
- Chris Perfetti kao Jacob Hill, učitelj povijesti u šestom razredu koji daje sve od sebe kako bi pomogao Janine u njezinim planovima da poboljša školu
- Sheryl Lee Ralph kao Barbara Howard, religiozna odgajateljica u predškolskom odjelu, nepokolebljiva u održavanju tradicionalnih vrijednosti i Janineina majčinska figura
- William Stanford Davis kao g. Johnson, školski domar

## Pregled serije
| Sezona | Sezona | Epizode | Epizode | Originalno emitiranje | Originalno emitiranje |
| Sezona | Sezona | Epizode | Epizode | Premijera             | Finale                |
| ------ | ------ | ------- | ------- | --------------------- | --------------------- |
|        | 1.     | 13      | 13      | 7. prosinca 2021.     | 12. travnja 2022.     |
|        | 2.     | 22      | 22      | 21. rujna 2022.       | 19. travnja 2023.     |
|        | 3.     | 14      | 14      | 7. veljače 2024.      | 22. svibnja 2024.     |
|        | 4.     | 22      | 22      | 9. listopada 2024.    | 2025.                 |